# Tassift
Tassift är en ort i Marocko.   Den ligger i regionen Tanger-Tétouan-Al Hoceïma, 220 km nordost om huvudstaden Rabat.